# La parisina japonesa
La parisina japonesa (La parisienne japonaise en el original) es un óleo sobre lienzo del pintor belga Alfred Stevens. Representa a una mujer joven con un kimono azul de pie frente a un espejo. La pintura da testimonio de la participación de Stevens en el japonismo. Stevens fue uno de los primeros coleccionistas de arte japonés en París.

## Contexto
Durante la era Kaei (1848–1854), después de más de 200 años de aislamiento, barcos mercantes extranjeros de varias nacionalidades comenzaron a visitar Japón. Después de la Restauración Meiji en 1868, Japón puso fin pleno a un largo período de aislamiento nacional y se abrió a las importaciones de Occidente, incluidas las técnicas de fotografía e impresión. Con esta nueva apertura en el comercio, el arte y objetos japoneses comenzaron a aparecer en pequeñas tiendas de curiosidades en París y Londres y se desató entre la alta sociedad el japonismo, una locura por coleccionar baratijas y arte japoneses, particularmente estampas ukiyo-e. Algunas de las primeras muestras de ukiyo-e se pudieron ver en París.

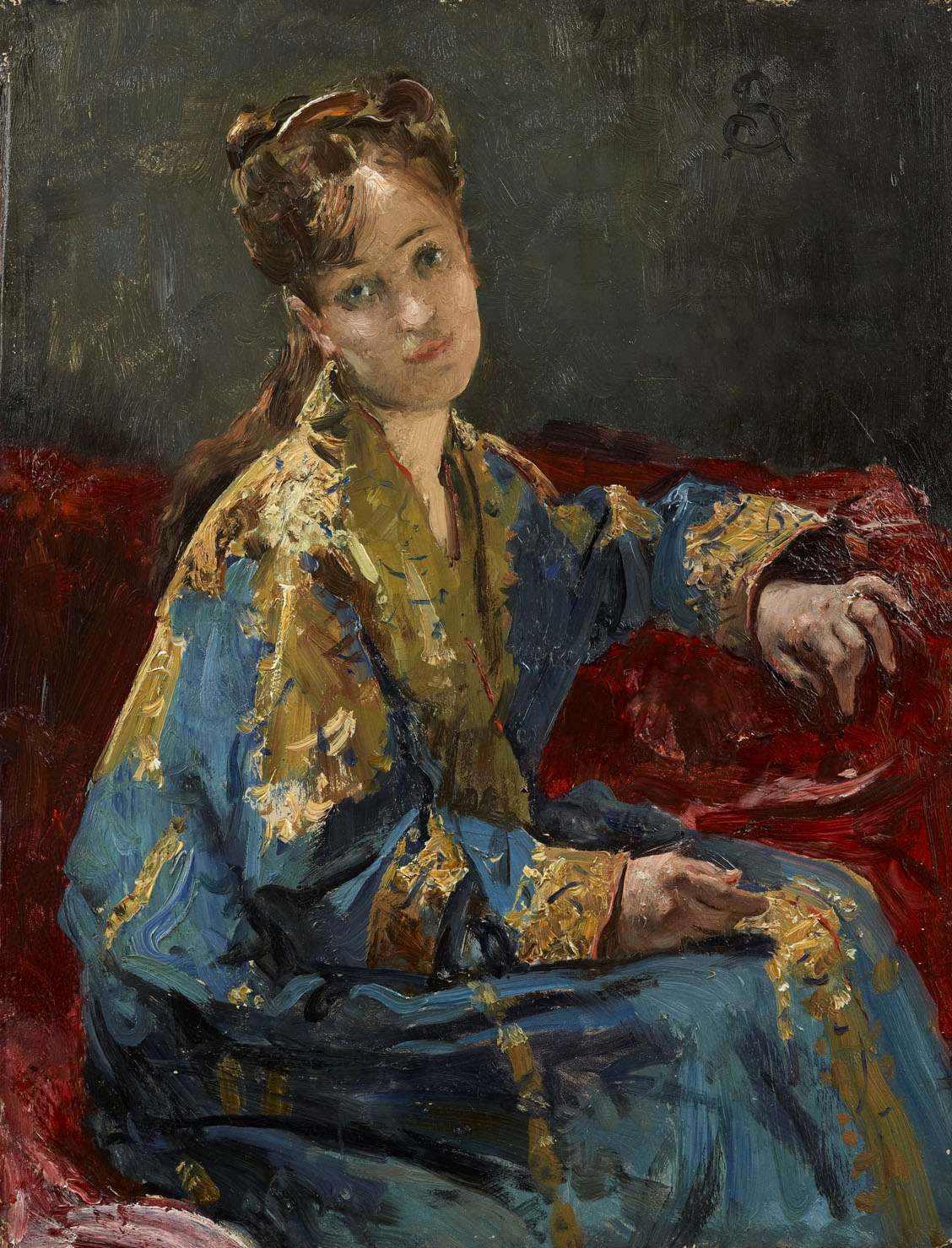
Chica en kimono, de la misma época.

El Ukiyo-e se convirtió en una gran influencia en la pintura y las artes decorativas europeas más vanguardistas. En ese momento, el japonismo influyó en el trabajo de Stevens, al igual que en el de James McNeill Whistler, de quien Stevens era cercano (Whistler estaba especialmente cerca de James Tissot en la década de 1870 y de Stevens en la década de 1880). A partir de la década de 1860, las pinturas de los amigos de Whistler, Stevens y Tissot, representan a mujeres europeas cuyas miradas embelesadas dirigidas a los objetos de Asia oriental parecen "investir esos objetos con una vitalidad asombrosa".
Tanto Stevens como Whistler expresaron mejor esta influencia exótica en una serie de retratos femeninos. La parisienne japonaise es un ejemplo típico de esto. Casi todos los objetos expuestos son japoneses y probablemente provengan de la colección personal de Stevens.

## Pintura
Aparece de espaldas al espectador una dama sofisticada con un kimono azul elegantemente decorado, con un abanico en la mano derecha, de pie frente a un espejo en el que se mira algo distraída.
La imagen reflejada también le da al espectador una impresión del espacio en el que se encuentra. Por lo tanto, un jarrón de flores es visible a través del espejo a la izquierda. El fondo está relativamente vacío ya que un biombo grande detrás de la joven impide indagar más sobre su paradero, por lo que automáticamente la atención vuelve a la modelo y su colorido y exótico vestido, que por entonces las damas más a la moda empleaban como batas en recepciones íntimas en casa.